# オチキス QF 6ポンド戦車砲
オチキス QF 6ポンド戦車砲（Ordnance QF 6-pounder 6cwt Hotchkiss Mk.I/Mk.II）は、第一次世界大戦時のイギリスで開発された戦車砲である。
オリジナルの「オチキス QF 6ポンド艦砲」の砲身短縮版であり、マーク IV 戦車以降の菱形戦車のスポンソンで使用するために、特別に開発された物である。
cwt（ハンドレッドウェイト）は砲身の重量を示し、1 cwtは112ポンド（約50.8 kg）であるため、6 cwt砲の砲身重量は概ね672ポンド（約304.8 kg）に相当することになる（近似値であり、実際の正確な重量とは異なる）。
後の同クラスの火砲と比べると、砲身が肉厚で重いという欠点があった。

## 歴史

### 第一次世界大戦

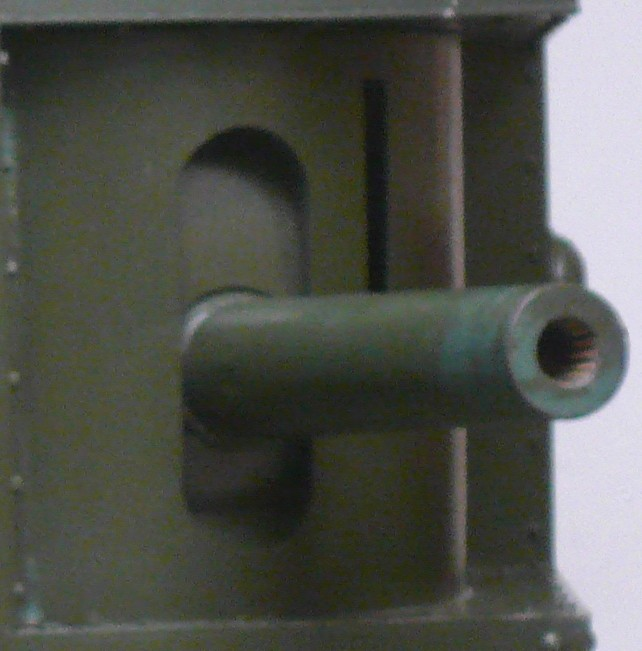
マーク V 戦車のMk.I 戦車砲。ロンドン帝国戦争博物館所蔵。

世界初の実用戦車である菱形戦車「マーク I 戦車」が開発されると、主武装として海軍で余剰となっていた旧式の「オチキス QF 6ポンド艦砲」（40口径 57 mm砲）が車体側面のスポンソンに搭載された。海軍用のままなので、砲架は車体の床に直接据え付けられている。
- - オチキス QF 6ポンド艦砲（原型砲は1885年の導入）。後期の型で、垂直スライド鎖栓方式で、揺架両側に2本の駐退復座機がある。

オリジナルの「オチキス QF 6ポンド艦砲」は、現代の戦車のように車体上部の旋回砲塔に搭載する方式ではなく、菱形戦車のように車体側面のスポンソンに搭載する方式では、実用上長すぎることが判明した。
長砲身の砲口は、車両が塹壕や砲弾のクレーターを横切るときに泥に食い込んだり、障害物に当たったりすることがあった。
1917年1月に「マーク IV 戦車」に導入された単肉構造の「オチキス QF 6ポンド戦車砲 6cwt Mk.I」は、始めから車載用に開発された戦車砲としては世界初といえる。
同時期に「オチキス QF 6ポンド戦車砲 6cwt Mk.II」が開発された。
- - オチキス QF 6ポンド戦車砲 6cwt Mk.II 前方
- - オチキス QF 6ポンド戦車砲 6cwt Mk.II 後方

「オチキス QF 6ポンド艦砲」と同じく砲架は車体の床に直接据え付けられている。より陸戦に適するよう駐退機を1本にして砲身の上側に移動させ、砲身の下側には2本の復座ばねを配置し、23口径と砲身が短くなったことで初速と射程距離は低下したが、第一次世界大戦時の戦車砲は、機関銃の巣や砲弾などの装甲の無い、あるいは軽装甲の標的に対して数百ヤードの比較的短い交戦距離で使用されたためこれは大きな欠点ではなかった。
「オチキス QF 6ポンド戦車砲 6cwt」は、「マーク IV 戦車」「マーク V 戦車」(*と**を含む）「マーク VII 戦車」（試作車のみ）「マーク VIII 戦車」（リバティ重戦車）に搭載された。「マーク VI 戦車」は開発中止。
また、この23口径砲は海軍にも逆輸入され海軍艦艇でも使用されている。

### 第二次世界大戦

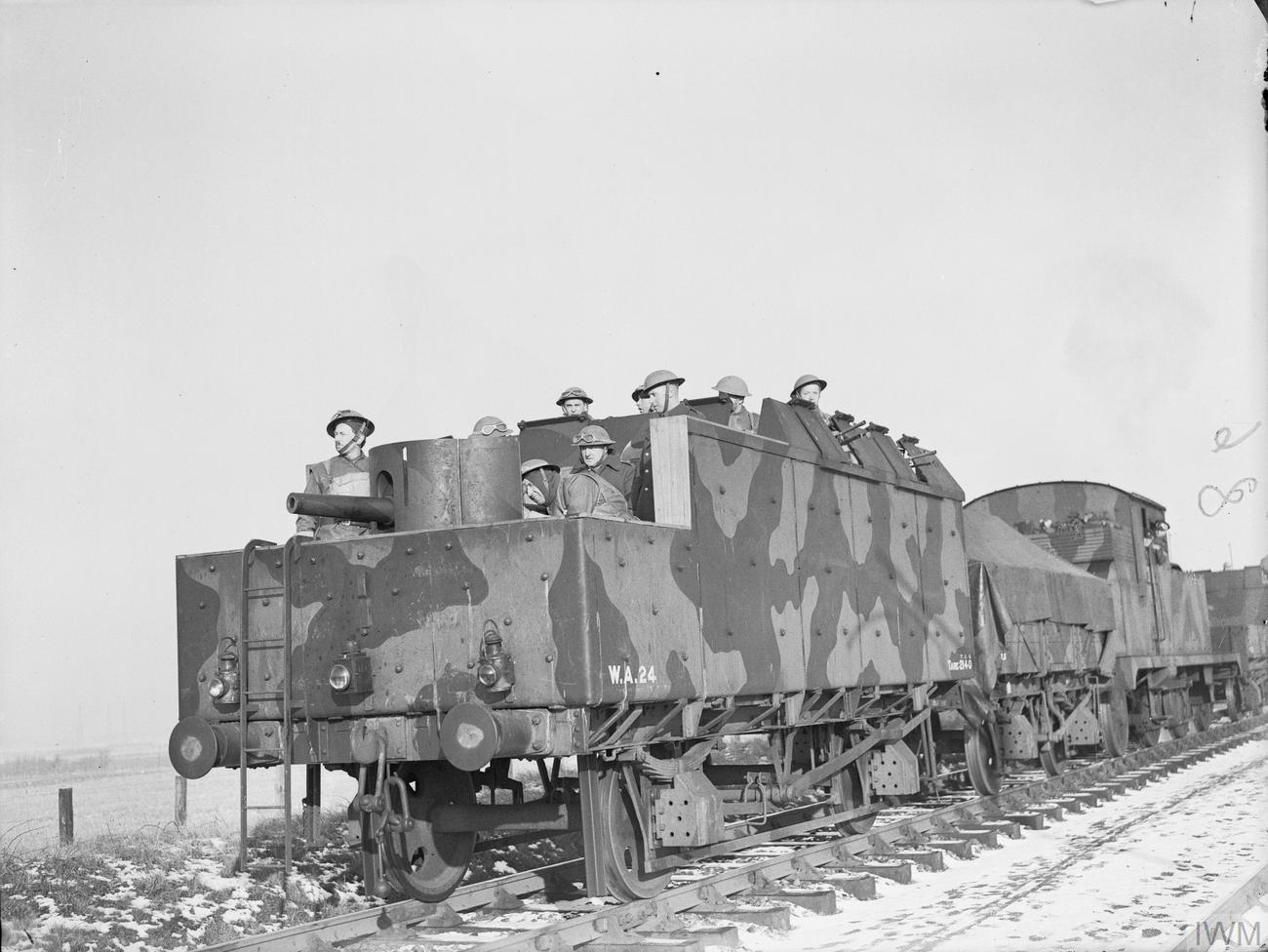
6ポンド戦車砲と2挺のボーイズ対戦車ライフルと6挺のブレンガンで武装した装甲列車を先頭に据え付けるポーランド第1軍団。スコットランド、1941年2月。

この砲は第二次世界大戦で再利用され、イギリスで運用された12両の装甲列車に搭載された。戦車への取り付けと同様に砲身が短いことは、線路側の構造物や橋梁の破損を防ぐ利点があった。イギリス軍の最後の装甲列車は1944年に退役した。
1940年、イギリスの侵略対策準備の一環として、オードナンス QF 2ポンド砲を設置することを前提とした、タイプ28またはFW3/28として知られる設計のトーチカが多数製造された。しかし、これらは絶望的に不足していたため、代わりに「オチキス 6ポンド戦車砲」が使用された。これらの砲座の多くが恒久的に武装していたとは考えにくいが、大砲は必要になるまで予備として保持されていた。